# Cosmorhoe chalybearia
Cosmorhoe chalybearia là một loài bướm đêm trong họ Geometridae.